# روز پرچم

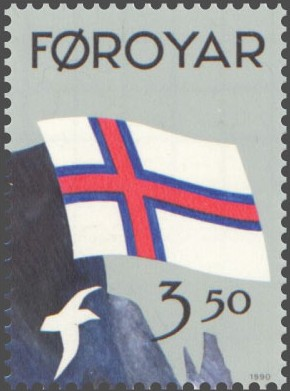
تمبر جشن پنجاهمین روز پرچم جزایر فارو

روز پرچم یک تعطیلات مرتبط با پرچم است، روزی که برای برافراشتن یک پرچم خاص (مانند پرچم ملی) تعیین شده‌است یا روزی که برای جشن گرفتن یک رویداد تاریخی مانند پذیرش پرچم توسط یک ملت اختصاص داده شده‌است.
روزهای پرچم معمولاً در قوانین ملی تصویب شده توسط نهادهای قانونگذاری یا پارلمان‌ها تدوین می‌شوند. با این حال، در برخی از کشورها، یک فرمان یا اعلامیه توسط رئیس دولت یا رئیس اجرائیه می‌تواند روز پرچم را نیز تعیین کند. اساسنامه، یا اعلامیه یا فرمان، ممکن است مکان‌هایی را که پرچم‌ها باید در آنجا به اهتزاز درآیند و چگونه به اهتزاز در می‌آیند (مثلاً در حالت تمام یا نیمه‌افراشته) مشخص کند. در عوض، ممکن است عرف غالب باشد. روز پرچم به‌طور طبیعی روز پرچم داری است.